# سيدي احمد وعبد لله (سيدي أحمد أو عبد الله)
سيدي احمد وعبد لله هي إحدى مشيخات المملكة المغربية، تتبع جغرافيا لإقليم تارودانت وإداريًا لسيدي أحمد أو عبد الله. يقدر عدد سكانها بـ 4543 نسمة حسب الإحصاء الرسمي للسكان والسكنى لسنة 2004.